# Muhamed Alaim
Muhamed Alaim, (Sarajevo, 10. veljače 1981.) je bosanskohercegovački umirovljeni nogometni vratar. Zadnje je igrao za iranski nogometni klub Tarbijat iz Jazda. Pored športskog angažmana bavi se i politikom. Kao član SDA obavlja funkciju predsjednika Vijeća općine Centar.
Ponikao je u redovima Sarajeva gdje je i proveo velik dio karijere. Potom je otišao u iranskog drugoligaša Tarbijata gdje je postao kapetanom. Igrama je zaslužio poziv u reprezentaciju Bosne i Hercegovine za koju je prvi put zaigrao na prijateljskoj utakmici protiv Hrvatske 22. kolovoza 2007. godine. kada je ušao u drugom poluvremenu umjesto Adnana Guše.